# Nucleic Acids Research
Nucleic Acids Research je recenzirani naučni časopis koji objavljuje izdavačka kuća Oxford University Press. On pokriva istraživanja o nukleinskim kiselinama, kao što su DNK i RNK, i srodne radove. Po podacima Journal Citation Reports, časopis je 2014. godine imao faktor impakta od 9,112.

## Spoljašnje veze
- Званични веб-сајт